# Jalid Sehouli

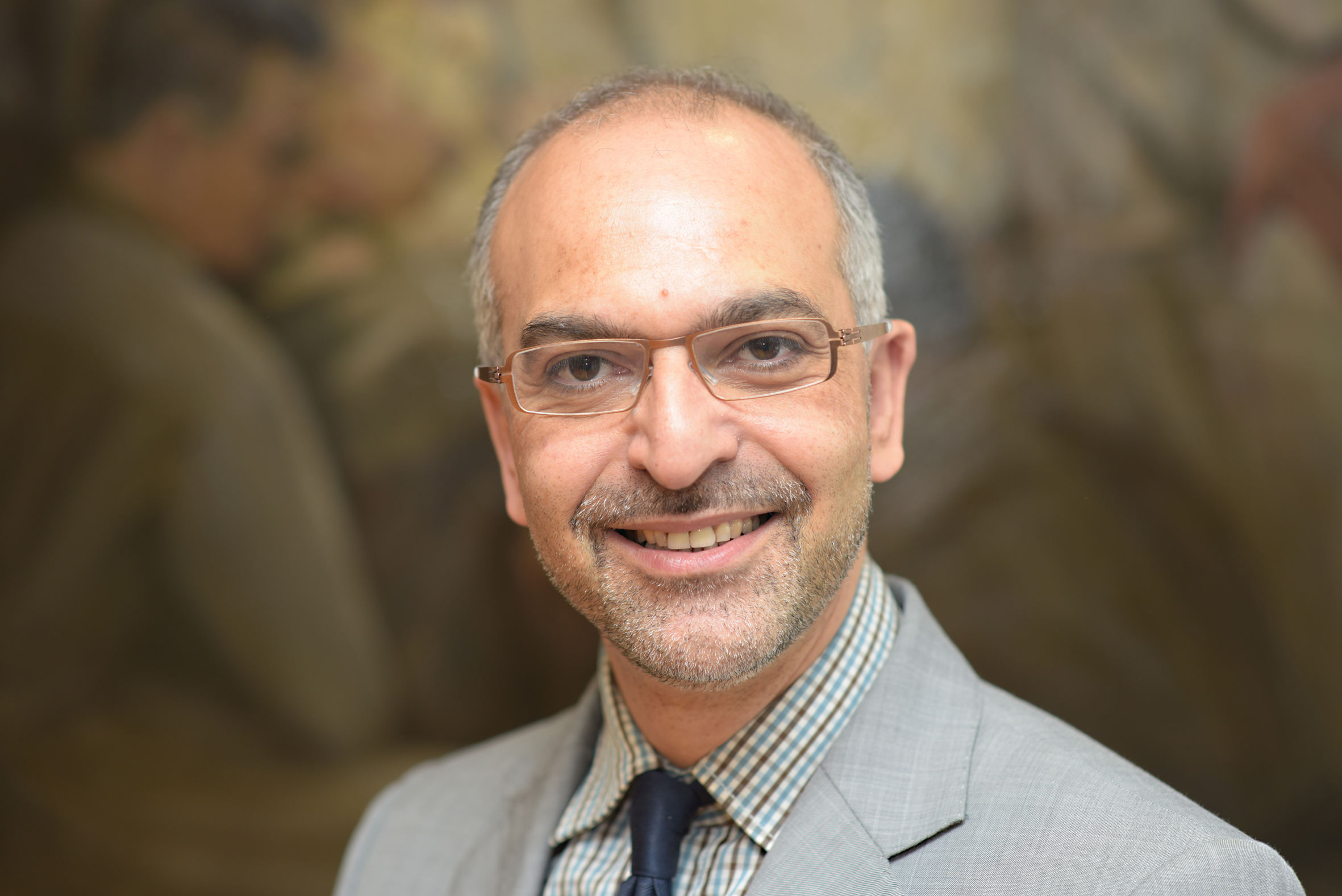
Jalid Sehouli

Jalid Sehouli (* 19. April 1968 in Berlin) ist ein deutscher Gynäkologe und Onkologe mit dem Schwerpunkt Eierstock-, Bauchfell- und Eileiterkrebs sowie Hochschullehrer und Schriftsteller.

## Leben und Wirken
Jalid Sehouli ist Kind marokkanischer Eltern, die in den 1960er Jahren aus politischen Gründen aus Marokko nach Deutschland flüchteten und Analphabeten waren. Sehouli wuchs im Berliner Arbeiterbezirk Wedding auf. Nachdem er die Ausbildung zum Krankenpfleger begonnen hatte, erhielt er über das Auswahlverfahren einen Studienplatz für Humanmedizin an der Freien Universität Berlin, wo er von 1989 bis 1995 studierte.
1998 promovierte er mit einer Dissertation zur postoperativen Nutzung unkonventioneller Krebstherapien (UKT) in der gynäkologischen Onkologie.
2002 wurde er Facharzt für Frauenheilkunde und Geburtshilfe. Im Jahr 2005 schloss er seine Habilitation an der Humboldt-Universität zu Berlin zum Thema „Multimodales Management maligner Ovarialtumore“ ab.
2005 erhielt er die Lehrbefugnis für Gynäkologie und Geburtshilfe. 2007 nahm er den Ruf auf die W2-Professur für Gynäkologie an der Berliner Charité an. 2014 nahm er den Ruf auf die W3-Professur für Gynäkologie auf Lebenszeit an der Charité an und ist seitdem Direktor der Klinik für Gynäkologie und Ordinarius an der Charité.
Sehoulis Spezialgebiet ist die experimentell-operative Gynäkologie und Onkochirurgie sowie das Thema Arzt-Patienten-Kommunikation (Breaking Bad News). Sehouli ist Mitherausgeber verschiedener Fachzeitschriften und Autor (Erst-, Senior- und Koautor) mehrerer hundert Artikel in nationalen und internationalen Zeitschriften zu allen Aspekten der Frauenheilkunde und dem Schwerpunkt der Diagnostik, Therapie und Nachsorge von Krebserkrankungen der Frau (Gynäkologische Onkologie). Er war und ist Studienleiter verschiedener nationaler und internationaler Phase I, II, III-Studien zu zielgerichteten Therapien. Er ist zudem Herausgeber und Autor von zahlreichen wissenschaftlichen Büchern bzw. Buchbeiträgen.
Er ist Vorstandsmitglied seit Gründung (1998) der Nord-Ostdeutschen Gesellschaft für Gynäkologische Onkologie (NOGGO e.V.) und aktuell der 1. Vorsitzender, war von 2015 bis 2016 Vorsitzender der Gesellschaft für Geburtshilfe und Gynäkologie in Berlin und ist aktuell der Sprecher der Organkommission Ovar der Arbeitsgemeinschaft Gynäkologische Onkologie (AGO) und aktives Mitglied verschiedener nationaler und internationaler Fachgesellschaften und Gremien. 2010 gründete er die Deutsche Stiftung Eierstockkrebs.
2015 erhielt er den Roma Focus Award für seine Verdienste in der Krebsmedizin der Frau, 2016 verlieh ihm der marokkanische König Mohammed VI. einen Orden für seine wissenschaftlichen Leistungen, 2017 gewann er den Diwan Award in Deutschland, 2019 den Internationalen DIWAN AWARD in Marrakesch.
Mit dem Buch Marrakesch erschien 2012 sein erstes belletristisches Werk. In seinem zweiten Werk Und von Tanger fahren die Boote nach irgendwo (2016) macht er Tanger, die Heimatstadt seiner Eltern, zum Ausgangspunkt philosophischer und autobiografischer Betrachtungen, die auch sein Leben in Berlin einbeziehen. Sein 2018 erschienenes Buch Von der Kunst, schlechte Nachrichten gut zu überbringen behandelt schwierige Aspekte der Arzt-Patienten-Kommunikation.
Die Medizinische und Pharmazeutische Universität Iuliu Hațieganu hat Jalid Sehouli aufgrund seiner vielfältigen internationalen wissenschaftlichen und klinischen Aktivitäten am 20. Juni 2019 die Ehrendoktorwürde (doctor honoris causa) verliehen. Am 20. Dezember 2019 erhielt Jalid Sehouli in Anerkennung seiner wissenschaftlichen und zivilgesellschaftlichen Aktivitäten den Culture of Peace Award for Civic Engagement von Amy-Diana Colin, President of the City for the Cultures of Peace, und Elke Leonhardt überreicht.
Jalid Sehouli erhielt 2022 den internationalen Ernst-Wertheim-Preis der Arbeitsgemeinschaft gynäkologische Onkologie Österreich (AGO Austria) und der Österreichischen Gesellschaft für Gynäkologie und Geburtshilfe (OEGGG).
Im Jahre 2023 wurde Jalid Sehouli für die wissenschaftliche Arbeit zum Zusammenhang zwischen HRQoL und der Komplikationsrate bei Operationen von Frauen mit malignen gynäkologischen Tumoren mit dem LILLY-Quality of Preis Award ausgezeichnet. 2024 wurde Jalid Sehouli vom deutschen Botschafter Robert Dölgerin für seine vielfältigen Verdienste zum kulturellen und wissenschaftlichen Dialog zwischen Deutschland und Marokko mit dem Deutsch-Marokkanischen Freundschaftspreis ausgezeichnet. Jalid Sehouli war von 2018 bis 2024 Co-President der Europäischen Selbsthilfegruppen für gynäkologische Tumore und ist als President Elect (2026) der European Society of Gynecological Oncology (ESGO).
Seit 2024 ist er Präsident der Deutsch-Türkischen Gynäkologengesellschaft e.V. (DTGG).
Jalid Sehouli engagiert sich sehr komplexe wissenschaftliche Themen der breiten Gesellschaft nahbar zu machen und ist zudem Autor verschiedener Materialien für Patientinnen und Angehörige und hat einen eigenen Podcast „Weissbunt“.
Sehouli ist mit Adak Pirmorady-Sehouli verheiratet, mit der er 2017 die Europäische Künstlergilde für Medizin und Kultur gründete. Jalid Sehouli hat vier Kinder.

## Schriften (Auswahl)
- Sehouli Jalid / David Matthias. Erinnern, Mahnen, Gedenken. bebra verlag.2023, ISBN 978-3-95410-315-7
- Jalid Sehouli et al. (Hrsg.): Umgang mit onkologischen Studien im klinischen Alltag. Ein Handbuch für Ärzte. Akademos, Hamburg 2002; 3. Auflage: Jalid Sehouli (Hrsg.): Handbuch Klinische Studien. Ein Ratgeber für Ärztinnen, Ärzte und Studienpersonal. Akademos, Hamburg 2014.
- Jalid Sehouli, Werner Lichtenegger: Eierstockkrebs. Ratgeber für Patientinnen und Angehörige. Hamburg 2004.
- Jalid Sehouli, Werner Lichtenegger (Hrsg.): Moderne Therapien in der Gynäkologischen Onkologie. Hamburg 2014.
- Jalid Sehouli Marrakesch. Akademos, Hamburg 2012, ISBN 978-3-86748-014-7. Neuausgabe: be.bra, Berlin 2018, ISBN 978-3-86124-713-5.
- Und von Tanger fahren die Boote nach irgendwo. be.bra, Berlin 2016, ISBN 978-3-86124-700-5.
- Jalid Sehoul, Über die Kunst schlechte Nachrichten gut zu überbringen, Kösel Verlag; ISBN 978-3-466-34702-5
- Susanne Diehm, Jutta Michaud, Adak Pirmorady, Jalid Sehouli, Mit Schreiben zu neuer Lebenskraft, Kösel Verlag; ISBN 978-3-466-34725-4.
- Schuld, Tradition, Verantwortung, Bebra Verlag. ISBN 978-3-95410-289-1
- Jalid Sehouli und Teresa Zukic, Himmel im Mund, Verlag: Herder, Freiburg ISBN 978-3-451-39173-6
- Jalid Sehouli, Über die Kunst schlechte Nachrichten gut zu überbringen', Verlag Heyne, ISBN 978-3-453-60688-3
- Jalid Sehouli und Teresa Zukic, Unsere Energieküche, Kneipp-Verlag, ISBN 978-3-7088-0837-6